# Dil Diya Hai
Dil Diya Hai (hindi:  दिल दिया है, urdu: دل دیا ہے, inny tytuł: "Dil Diya Hai: Love Happens...") to bollywoodzki thriller miłosny wyreżyserowany w  2006 roku przez Aditya Datt, autora Aashiq Banaya Aapne. W rolach głównych Mithun Chakraborty, Emraan Hashmi i Ashmit Patel.

## Fabuła
Londyn. Indus Sahil Khanna (Emraan Hashmi), urodzony w Delhi mieszka tu od 12 roku życia. Prowadzi biuro podróży dla Indusów. Zawiedziony w miłości, opuszczony po śmierci ojca, zaniepokojony ciężką chorobą matki, zadłużony. Aby mieć pieniądze na leczenie matki oszukuje klientów. Jednak kolejna oszukana indyjska rodzina, oburzona umieszczeniem jej w hotelu wynajmującym pokoje prostytutkom na godziny, grozi zgłoszeniem oszustwa na policji. Chcąc udobruchać rodzinę, Sahil sam osobiście obwozi ją po mieście, uatrakcyjnia pobyt dwóm dorosłym córkom, a nawet (mimo że cały czas ma głowę zajętą myślami, skąd zdobyć pieniądze na operację ratującą życie matki) odwozi jedną z córek, która nie zdążyła na pociąg, samochodem aż do Szkocji. Po drodze Neha (Geeta Basra) zakochała się w broniącym się przed miłością Sahilu. Nagle zostaje jednak wyrwana brutalnie z niewinnego marzenia o ukochanym. Bezwzględny stręczyciel Kunal Malik (Ashmit Patel) upatrzywszy sobie dziewczynę w dyskotece, każe porwać ją do "pracy" w swojej agencji towarzyskiej. Przerażona dziewczyna obudziwszy się z odurzenia środkiem nasennym, widzi wokół siebie umięśnionych bandytów i twarz Kunala ostrzegającego ją z zimnym uśmiechem: "kupiłem twoje imię, twoją tożsamość, twoje ciało i twoją wolę".

## Obsada
- Mithun Chakraborty – Rony
- Emraan Hashmi – Saheel
- Ashmit Patel – Kunaal Malik
- Geeta Basra – Neha Mehra
- Udita Goswami – gościnnie

## MotywyBollywoodu
- Akcja filmu rozgrywa się w Londynie. Podobnie jak takich filmów jak np. Aksar, Namastey London, Czasem słońce, czasem deszcz, Cheeni Kum, Jhoom Barabar Jhoom i in.

## Muzyka
Twórcą muzyki jest Himesh Reshammiya (piosenki do słów Sameera), autor kompozycji do takich filmów jak: Dla ciebie wszystko, Aitraaz, Dil Maange More, Main Aisa Hi Hoon, Aashiq Banaya Aapne, Maine Pyaar Kyun Kiya?, Kyon Ki, Namastey London, Ahista Ahista, Cicho sza!, 36 China Town, Banaras – A Mystic Love Story, Yakeen, Vaada czy Aksar.
- Afsana Bana Ke Bhool na janaa – Himesh Reshammiya i Shreya Ghoshal
- Dil Diya Hai – Himesh Reshammiya i Himani
- Yaadan Teriyan – Himesh Reshammiya
- Miley ho Tum To – Himesh Reshammiya i Tulsi Kumar
- Jabse Aankh Ladi – Jayesh Gandhi i Alisha Chinai
- Chalo Dildar Chalo – Hemchandra i Vinit i Himani